# Holodomor

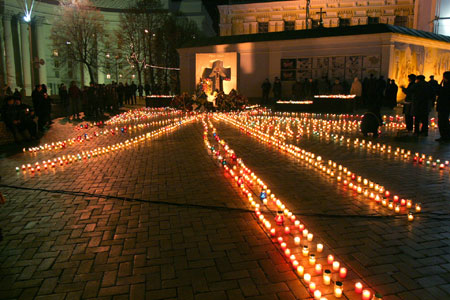
Un momento della memoria a Kiev, capitale dell'Ucraina

Holodomór (in ucraino Голодомо́р; in russo Golodomór, Голодомо́р) è il nome attribuito alla carestia avvenuta durante il regime di Stalin nell'Ucraina sovietica dal 1932 al 1933, che uccise milioni di abitanti in questa repubblica. L'Holodomor (traducibile con "sterminio per fame") fu parte della più vasta carestia sovietica dal 1930 al 1933, che colpì le principali aree produttrici di grano dell’Unione Sovietica.
Il termine, coniato per la prima volta dalla diaspora ucraina in Nord America prima ancora dell'indipendenza dell'Ucraina stessa, deriva dall'espressione ucraina moryty holodom (Морити голодом) che, combinando le parole ucraine holod (fame, carestia) e moryty (uccidere, affamare, esaurire), vuol mettere in rilievo l'intenzionalità nel procurare la morte per fame.
Gli studiosi discutono tuttora se l'Holodomor sia stato un evento artificiale, intenzionale e genocida oppure naturale, non intenzionale e senza caratterizzazione etnica. Il punto controverso è l'assenza di documenti attestanti ordini espliciti di affamare una determinata zona dell'Unione Sovietica. Alcuni storici concludono che la carestia fu deliberatamente architettata da Stalin per eliminare il movimento indipendentista ucraino. Altri suggeriscono che la carestia fu principalmente la conseguenza della rapida industrializzazione sovietica e della collettivizzazione dell'agricoltura.
L'Ucraina era il granaio dell'URSS ed era soggetta alla produzione di quote di grano irragionevolmente elevate rispetto al resto dell'URSS. Questo portò l'Ucraina a subire in modo particolarmente duro dalla carestia. Le prime stime del bilancio delle vittime da parte di studiosi e funzionari governativi variano notevolmente. Una dichiarazione congiunta alle Nazioni Unite firmata da 25 Paesi nel 2003 dichiarava che morirono dai 7 ai 10 milioni di persone. Tuttavia, gli studi stimano un intervallo significativamente inferiore che va da 1,5 a 3,5 milioni di vittime.
Il dibattito pubblico sulla carestia fu vietato per decenni in Unione Sovietica, fino al periodo della glasnost' avviato da Michail Gorbačëv a metà degli anni Ottanta. Dal 2006, l’Holodomor è stato riconosciuto dall’Ucraina e da altri 33 Stati membri dell’ONU, dal Parlamento Europeo (23 ottobre 2008) e da 35 dei 50 Stati degli Stati Uniti come un genocidio contro il popolo ucraino perpetrato dal governo sovietico. Nel 2008 la Duma di Stato russa ha condannato il regime sovietico “che ha trascurato la vita delle persone per il raggiungimento degli obiettivi economici e politici”. L'ONU ha definito nel 2003 la carestia come il risultato di politiche e azioni “crudeli” che provocarono la morte di milioni di persone, ma non l'ha riconosciuto esplicitamente come un atto di genocidio.
Nell'Ucraina indipendente, dopo il riconoscimento dell'Holodomor, fu deciso di commemorarlo ufficialmente ogni anno al quarto sabato del mese di novembre e dal 2008 è stato aperto il Museo nazionale del Genocidio dell'Holodomor.

## 1929: l'inizio della politica repressiva in Ucraina

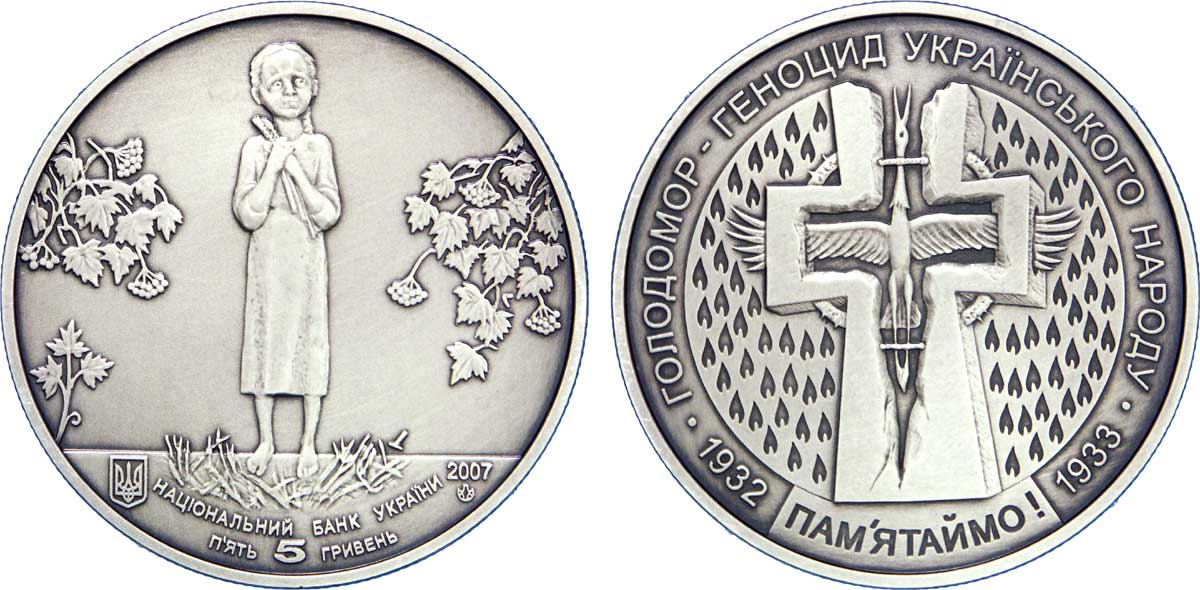
Moneta da 5 hryven', emessa in commemorazione dell'Holodomor

Nella seconda metà degli anni venti del XX secolo, Iosif Stalin decise di avviare un processo di trasformazione radicale della struttura economica e sociale dello Stato sovietico, allo scopo di fondare un'economia basata sulla pianificazione centralizzata e una società completamente regolate. L'Ucraina, assieme ai territori meridionali russi sul Mar Nero, dopo la prima guerra mondiale, aveva confermato la sua vocazione agricola. Secondo il progetto del governo, la ricchezza prodotta dall'agricoltura doveva essere interamente reinvestita nell'industria, il nuovo motore dell'economia pianificata.
Abbandonate totalmente le tesi di Bucharin, anzi entrato in contrasto con lui, a partire dal 1927 Stalin dispose che le terre dei contadini venissero unificate in cooperative agricole (Kolchoz) o in aziende di Stato (Sovchoz), che avevano l'obbligo di consegnare i prodotti al prezzo fissato dallo Stato. Affinché il processo si realizzasse compiutamente, le terre e tutta la produzione dovevano passare sotto il controllo dello Stato.
Ma l'Ucraina aveva una lunga tradizione di fattorie possedute individualmente. I piccoli imprenditori agricoli (kulaki) costituivano la componente più indipendente del tessuto sociale ed economico locale. L'azione dello Stato ebbe così in Ucraina effetti particolarmente drammatici.
Sulla popolazione contadina ucraina si concentrò l'azione coercitiva dello Stato sovietico, che non rinunciò al sistematico ricorso alla violenza per attuare il suo piano di trasformazione della società.
La strategia fu attuata in due periodi successivi:
- dal 1929 al 1932 furono varate due misure, dette “collettivizzazione” e “dekulakizzazione”. La prima comportava la fine della proprietà privata della terra. Tutti gli agricoltori dovettero trovare un impiego nelle fattorie collettive create dal partito. La “dekulakizzazione” consisteva nell'eliminazione fisica o nella deportazione (nelle regioni artiche) di milioni di contadini piccoli proprietari terrieri. Queste misure estreme furono prese durante la "Seconda Rivoluzione" o "Rivoluzione di Stalin" fra il 1927-1928;[10]
- negli anni 1932-1933 furono attuate misure governative tali da mettere in ginocchio la popolazione sopravvissuta[11], e per la prima volta nelle campagne ucraine il tasso di mortalità divenne superiore a quello di natalità[12].

Con queste misure il governo di Mosca aggravò la carestia (per altro prevedibile) che nello stesso periodo colpì i territori interessati.
I contadini, compresi i kulaki, si opposero fermamente alla collettivizzazione, occultando le derrate alimentari, macellando il bestiame, e ricorrendo perfino alle armi. Stalin reagì ordinando eliminazioni fisiche e deportazioni di massa nei campi di lavoro forzato.
"Per eliminare i kulaki come classe non è sufficiente la politica di limitazione e di eliminazione di singoli gruppi di kulaki [...] è necessario spezzare con una lotta aperta la resistenza di questa classe e privarla delle fonti economiche della sua esistenza e del suo sviluppo". (Iosif Stalin)

### Collettivizzazione e "dekulakizzazione"
Contrariamente alle aspettative del governo, la collettivizzazione risultò alquanto impopolare tra la popolazione rurale. Fintanto che essa fu volontaria, infatti, pochi vi aderirono; il regime iniziò quindi a porre pressioni sui contadini e, per accelerare il processo, furono inviati in campagna, tra il 1929 e il 1930, decine di migliaia di funzionari governativi. Contemporaneamente, venticinquemila lavoratori dell'industria, perlopiù devoti bolscevichi, furono inviati dalle città nelle campagne per aiutare a condurre le fattorie e combattere le forme di resistenza attiva e passiva, lotta che fu eufemisticamente denominata "dekulakizzazione".
Nella sua opera di propaganda, il Partito Comunista dell'Unione Sovietica etichettò i contadini ucraini come “kulaki” e li additò alla pubblica esecrazione come “classe sociale” privilegiata. Ma negli anni attorno al 1930 i kulaki non esistevano più, essendo scomparsi come tipologia nel 1918. Durante il periodo sovietico, per essere classificati come kulaki bastava "l'utilizzo di un operaio agricolo per una parte dell'anno, il possesso di macchine agricole un po' più perfezionate del semplice aratro, di due cavalli e quattro mucche" (Nicolas Werth).
I contadini opposero una strenua resistenza all'esproprio dei loro beni:
Con l'accusa di rubare il grano ed opporsi alle misure del regime, migliaia di kulaki vennero arrestati e poi deportati insieme alle loro famiglie nei gulag siberiani; si contano più di 1,8 milioni di contadini deportati nel 1930-1931.
Negli anni quaranta Stalin disse al primo ministro inglese Winston Churchill che erano stati messi sotto accusa 10 milioni di kulaki e che "la gran massa era stata annientata", mentre circa un terzo era stato mandato nei campi di lavoro.
Ci sono documenti secondo cui 300.000 ucraini ne subirono le conseguenze nel 1930-31.

## Il periodo 1932-1933

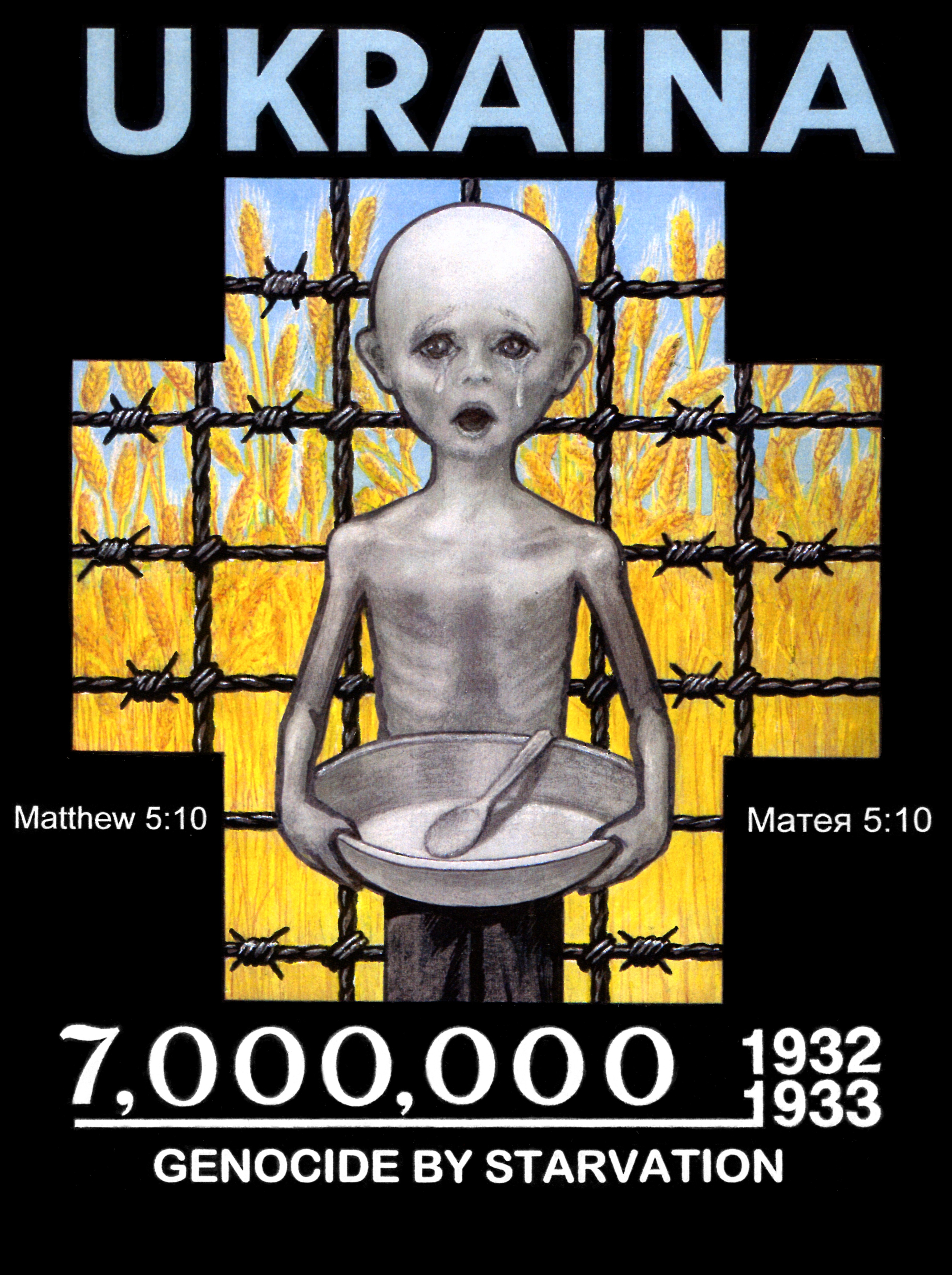
Leonid Denysenko: «Why!?»

Malgrado la riduzione della resa agricola, le autorità sovietiche richiesero un sostanziale incremento del raccolto nel 1932, puntando a un obiettivo irrealizzabile. Alcuni storici ritengono che ciò non fosse intenzionale, ma solo un grosso errore di stima. Il 7 agosto 1932 il governo di Mosca introdusse la pena di morte per il furto allo Stato o alla proprietà collettiva includendo, tra i reati, anche l'appropriazione da parte di un contadino di grano per uso personale. A settembre, il Politburo approvò delle misure che riducevano la pena a dieci anni di detenzione per i casi meno gravi, limitando la pena di morte ai casi di furti sistematici di cibo.
Malgrado ciò, alla fine di ottobre Mosca ricevette soltanto il 39% del grano richiesto. Quando divenne chiaro che la spedizione di grano non avrebbe soddisfatto le aspettative del governo, la riduzione del rendimento agricolo fu imputata ai kulaki, ai nazionalisti e ai "Petluravisti". Secondo un rapporto della Corte Suprema degli Stati Uniti, nel 1932 oltre 103.000 persone furono condannate in base al decreto del 7 agosto; di queste, 4.880 furono giustiziate, mentre 26.086 furono condannate a dieci anni di prigione. Le condanne a morte colpirono principalmente i kulaki; la maggior parte delle condanne a dieci anni riguardarono i contadini che non lo erano.
La pianificazione e il lavoro agricolo nel 1932 si svolsero in condizioni molto peggiori rispetto al 1931, con gravi carenze e carestie in molte aree. Per far fronte a queste carenze, le leggi del maggio 1932 legalizzarono il commercio privato (dopo tre anni di incertezza) e ci fu un allentamento delle politiche. Tuttavia, gli agricoltori non portarono a termine i loro piani di semina e il raccolto fu addirittura inferiore a quello del 1931, a causa di un complesso mix di disastri naturali e cattiva gestione. La leadership sovietica si rifiutò di credere che un altro disastro come quello del 1931 potesse ripetersi e continuò con un piano di acquisti moderatamente ridotto. L'attuazione di questo piano provocò un'aspra lotta tra il regime e i contadini, oltre a un calo catastrofico delle forniture alimentari per le città.
All'inizio del 1933, le autorità a tutti i livelli ricevettero continue segnalazioni di fame di massa. I contadini stavano fuggendo dalle loro case in cerca di cibo e di sopravvivenza e le autorità promossero diverse altre leggi per impedire questo movimento, tra cui severe sanzioni per costringere i contadini delle regioni meridionali produttrici di grano più duramente colpite dalla carestia a tornare a casa. Il regime si impegnò a pianificare e guidare il lavoro agricolo fornendo un'assistenza considerevole, ma insufficiente, con cibo, sementi e foraggio, e inviò più di 20.000 lavoratori industriali, tutti membri del Partito Comunista, per eliminare l'opposizione nelle fattorie collettive e mobilitarle per l'anno. Il risultato, nonostante le condizioni orribili, fu un raccolto di grande successo nel 1933 che pose fine alla carestia nella maggior parte delle aree.

### Repressione
Una speciale commissione, capeggiata da Vjačeslav Molotov, fu inviata in Ucraina per sorvegliare la requisizione del grano ai kulaki.

### La carestia del 1932-1933

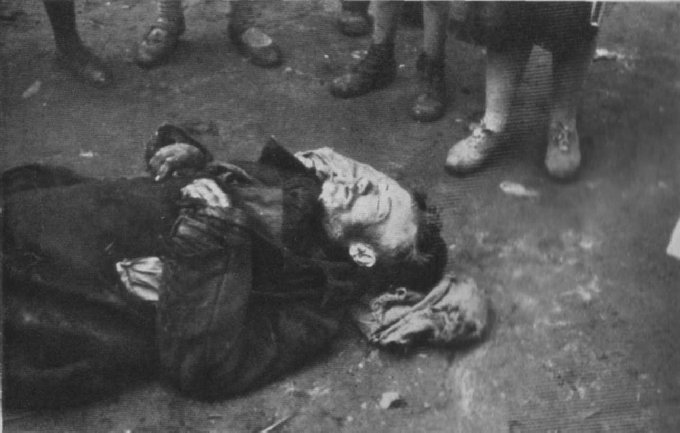
I morti nelle strade di Charkiv. Foto di Alexander Wienerberger, 1933

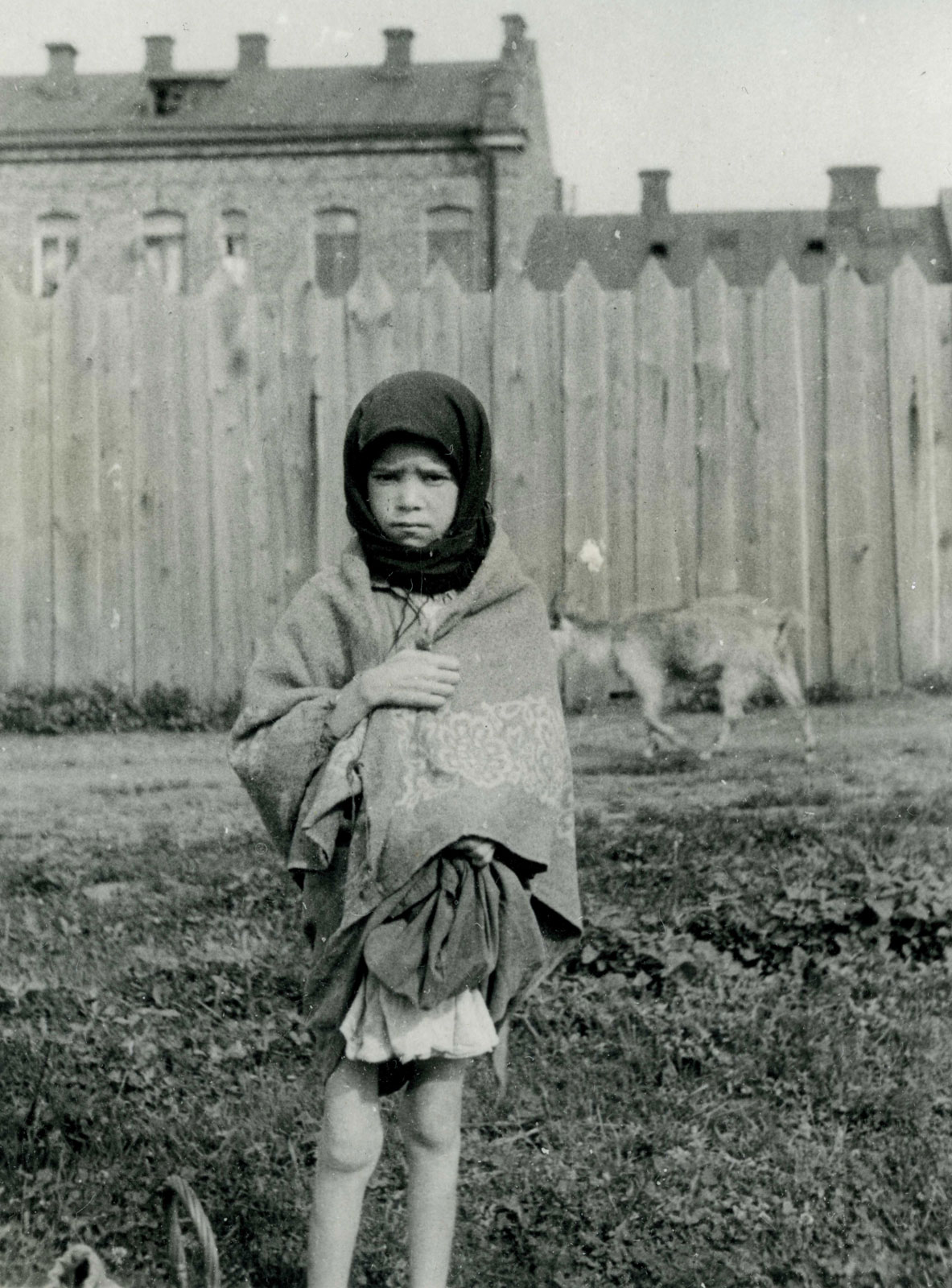
Una ragazza affamata di Charkiv è una delle foto più famose dell'Holodomor (di Alexander Wienerberger)

In pochi mesi la campagna ucraina, una regione storicamente molto fertile, si trasformò in uno scenario nel quale imperversava una terribile carestia. La penuria alimentare colpì soprattutto la popolazione che viveva nelle campagne. 
Il governo sovietico negò gli iniziali rapporti sull'evento e impedì ai giornalisti stranieri di viaggiare nella regione. Alcuni autori affermano che "il Politburo e i comitati del Partito regionale si impegnarono affinché fossero prese azioni immediate e decisive contro la carestia cosicché gli agricoltori non avessero a soffrire; da parte loro, i comitati di Partito dei singoli distretti avrebbero dovuto fornire latte ad ogni bambino e perseguire chiunque mancasse di mobilitare le risorse per sfamare o ospitare le vittime della carestia". Nell'agosto 1932 fu stabilita la pena di dieci anni di prigione per qualunque furto di cereali, di qualsiasi entità.
Nell'annata 1933 le scorte di grano disponibili per la popolazione rurale erano ridotte, ma grazie alle buone condizioni climatiche della stagione, la mietitura del 1932-33 fu sufficiente ad evitare l'aggravarsi della carestia. Nonostante ciò in primavera le requisizioni di grano furono ulteriormente incrementate, poiché le città si trovarono in difficoltà. Allo stesso tempo continuarono però le esportazioni, sebbene ad un livello ridotto. Le esportazioni erano viste come necessarie dal governo sovietico per ottenere valuta pregiata con cui rafforzare l'industrializzazione. La popolazione rispose a questa situazione con un'intensa opera di resistenza civile, che però non divenne mai organizzata su vasta scala, anche per la bassa densità della popolazione rurale dell'Ucraina. Inoltre le autorità sovietiche replicarono aspramente ad ogni manifestazione di dissenso, deportando spesso intere comunità. Un alto funzionario ebbe a dire a un cittadino ucraino che il raccolto del 1933 «fu una prova della nostra forza e della loro resistenza. Ci è voluta una carestia per dimostrare loro chi è il padrone qui. È costata milioni di vite, ma il sistema delle fattorie collettive deve restare. Noi abbiamo vinto la guerra».
Il Congresso degli Stati Uniti sostiene che la carestia 1932-1933 fu un deliberato atto politico e una decisione amministrativa.
Il polacco Raphael Lemkin utilizzò il termine genocidio, da lui inventato, per descrivere la carestia, sostenendo che il governo sovietico l'avrebbe provocata volontariamente per sterminare i contadini ucraini e così distruggere la nazione e la cultura ucraina, portando a compimento, a suo dire, il piano di russificazione del Paese da parte del PCUS.

### Censura dell'argomento nell'URSS
Nell'Unione Sovietica, le autorità vietarono la discussione sulla carestia. Lo storico ucraino Stanislav Kul'čyc'kyj dichiarò che il governo sovietico gli ordinò di falsificare le sue scoperte e di descrivere la carestia come un inevitabile disastro naturale, per assolvere il Partito Comunista e garantire l'eredità di Stalin.

## Stime delle vittime

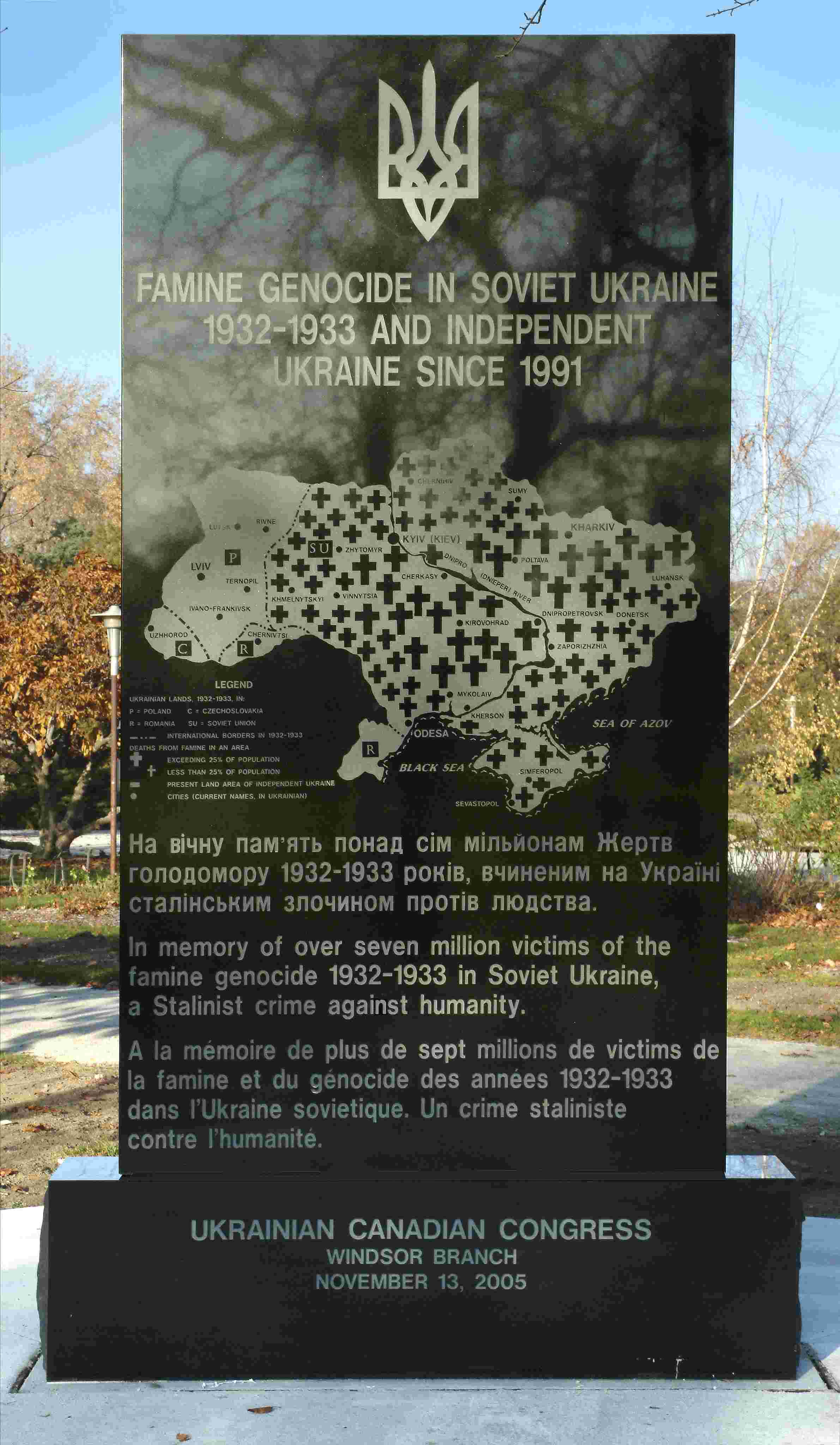
Il congresso Canadese-Ucraino del 2005 riconobbe l'Holodomor come genocidio di oltre 7 milioni di persone

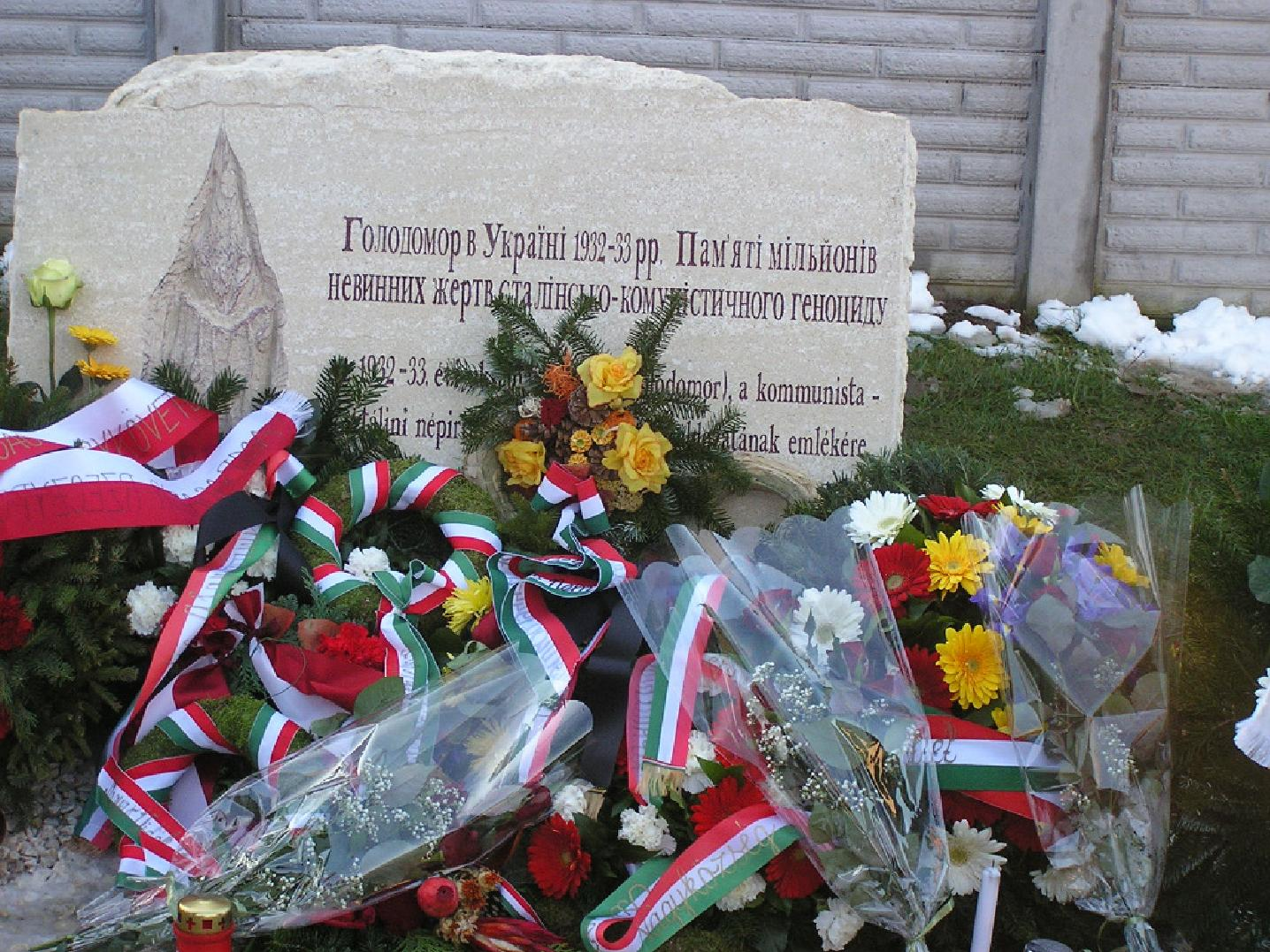
Lapide commemorativa delle vittime dell'Holodomor situata nel Memoriale Gloria Victis in Ungheria

Mentre il corso degli eventi, così come le cause sottostanti, può essere tuttora oggetto di dibattito, nessuno nega il fatto che milioni di persone morirono d'inedia fra il 1932 e il 1933. L'Unione Sovietica ha taciuto a lungo sugli effetti della carestia, cominciando a parlarne solo negli anni '80 durante la perestrojka.
Le ricerche accademiche stimano le vittime in Ucraina tra gli 1,5 milioni di Wheatcroft, secondo cui non vi fu pianificazione, e i 5 milioni di Conquest, che ritiene la carestia una conseguenza delle politiche e delle misure adottate da Stalin, che avrebbe potuto essere evitata se lo stesso non avesse posto avanti gli "interessi sovietici", ma comunque non intenzionalmente voluta. Il ministro degli esteri ucraino dichiarò alla 61ª assemblea delle Nazioni Unite che le vittime furono tra i 7 ed i 10 milioni; tuttavia dichiarazioni di questo tipo hanno attirato aspre critiche da parte degli studiosi, anche da parte di quelli, come Timothy Snyder, che sostengono la tesi della diretta colpevolezza dell'entourage staliniano. Secondo Stanislav Kul'čyc'kyj, studioso ucraino tra i primi a sostenere la tesi del genocidio, moderni metodi di calcolo indicano una cifra compresa tra 3 e 3,5 milioni di morti.
Vallin e altri, senza entrare nella diatriba sull'intenzionalità o meno dell'evento, riprendono i dati usati da Kul'čyc'kyj e concludono che, nella SSR Ucraina, si possono stimare circa 2,5 milioni di morti in eccesso tra il 1929 ed il 1939. Gli studiosi ritengono che l'intera perdita di popolazione dell'Ucraina tra il 1929 ed il 1939 sia stata nell'ordine dei 4,6 milioni di individui, sommando alle morti in eccesso circa 900.000 individui soggetti ad emigrazione forzata, 1 milione di nascite mancate a causa della ridotta fertilità ed un imprecisato numero di emigranti volontari, che è difficile da separare statisticamente dal computo delle morti.
Conquest sostiene che nei 13 anni tra il 1926 e il 1939 la popolazione dell'Ucraina, invece di aumentare, si ridusse da 31 a 28 milioni. Roman Szporluk, storico statunitense di origini ucraine, riporta invece che nel 1939 la popolazione ucraina risultava essere di 31,78 milioni circa.

## Dibattito accademico sulla questione del genocidio

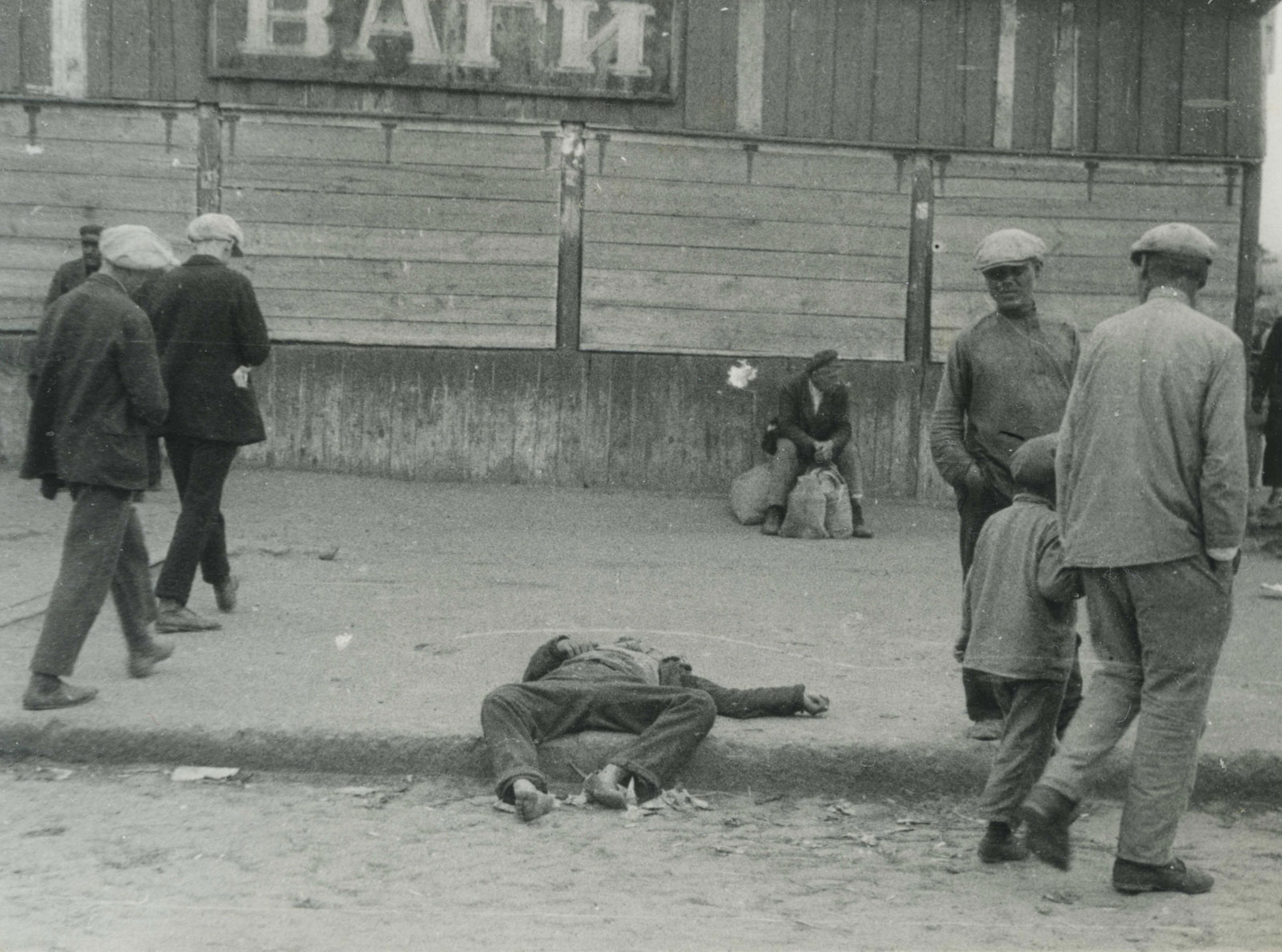
Cadavere di un uomo morto di fame in una strada di Charkiv, 1932

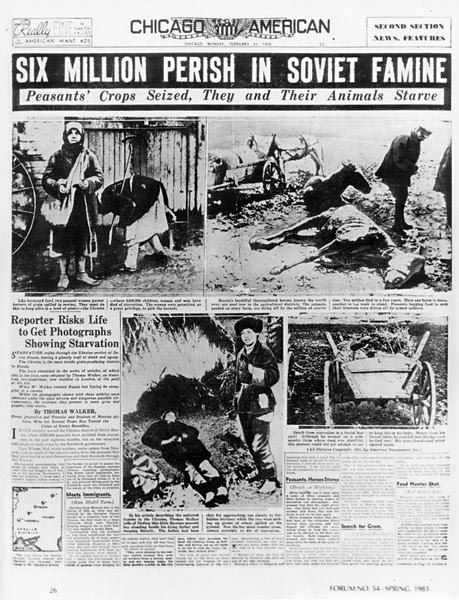
Prima pagina del Chicago American

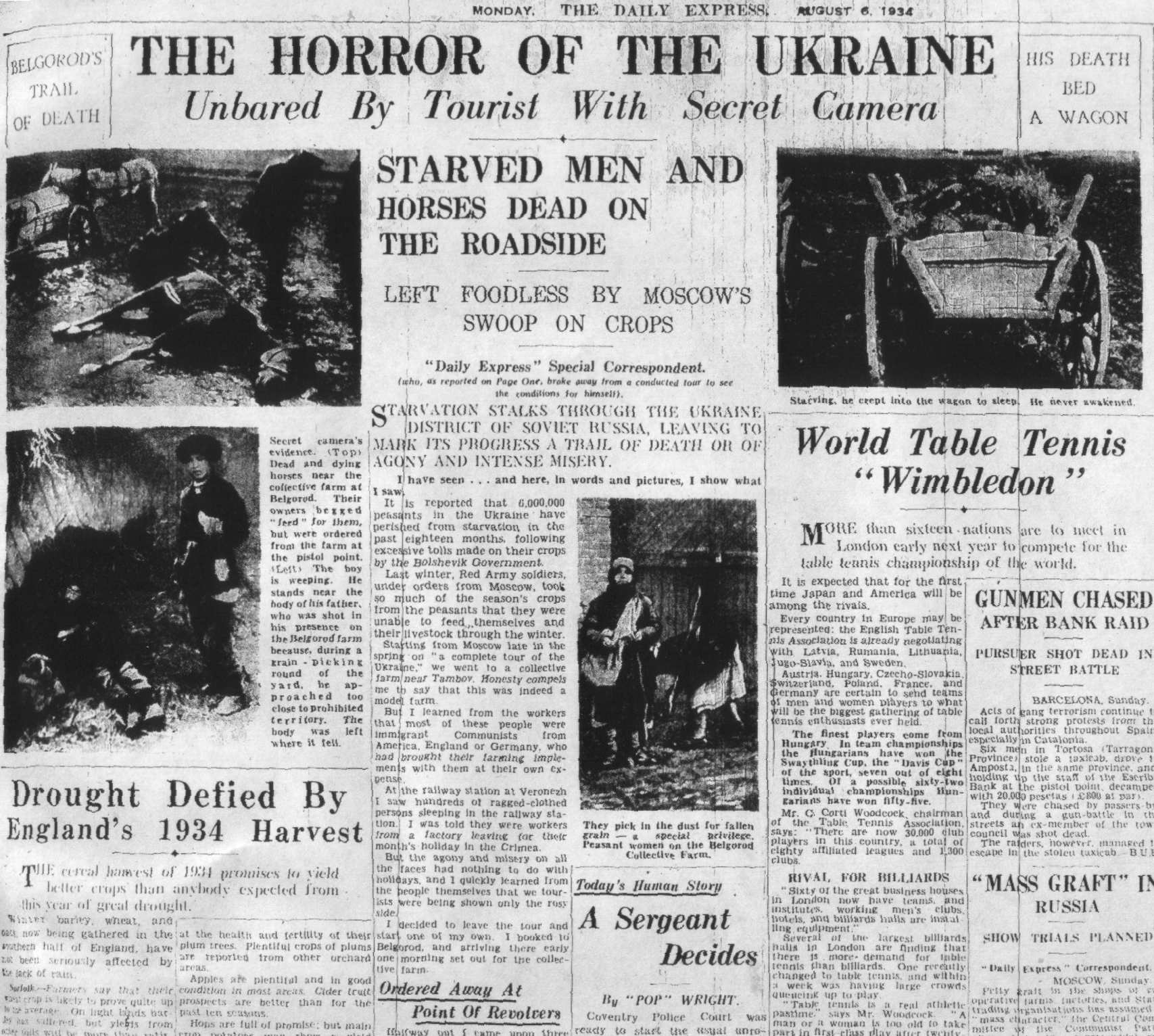
Daily Express, 6 agosto 1934

Gli studiosi continuano a discutere se l'Holodomor sia stato un evento artificiale, intenzionale e genocida oppure naturale, non intenzionale e senza caratterizzazione etnica. La questione se l'Holodomor sia o meno un genocidio è un problema significativo nella politica moderna e non esiste un consenso internazionale sul fatto che le politiche sovietiche rientrerebbero nella definizione legale di genocidio.
Le posizioni accademiche sono variegate. Raphael Lemkin, James Mace, Norman Naimark e Timothy Snyder considerano l'Holodomor un genocidio e il risultato intenzionale delle politiche staliniste. Michael Ellman considera l'Holodomor un crimine contro l'umanità, ma sostiene che non ci siano prove sufficienti per considerarlo un genocidio. Robert Conquest e Steven Rosefielde considerano le morti principalmente dovute alle politiche pubbliche intenzionali, non alla scarsità dei raccolti. Robert Davies, Stephen Kotkin e Stephen Wheatcroft considerano le morti in gran parte non intenzionali, poiché Stalin avrebbe agito per ridurle, ma in modo insufficiente. Mark Tauger considera l'Holodomor principalmente il risultato di condizioni naturali e di una politica economica fallimentare, non di una politica pubblica intenzionale. 
Intellettuali pubblici come Grover Furr e Douglas Tottle sostengono che la carestia non fosse un genocidio e descrivono le posizioni avverse come propaganda nazionalista ucraina.
Secondo l'accademico Alexander Dallin dell'Università di Stanford "non ci sono prove che sia stato intenzionalmente diretto contro gli ucraini [...] Sarebbe totalmente in contrasto con ciò che sappiamo - non ha senso". Secondo l'accademico Moshe Lewin dell'Università della Pennsylvania, autore di Russian Peasants and the Soviet Power, l'attribuzione del "genocidio" alla carestia è da escludere. L'accademica Lynne Viola dell'Università di Toronto, prima storica statunitense a esaminare l'Archivio Centrale di Stato di Mosca sulla collettivizzazione sovietica, ha dichiarato di rifiutare l'idea che il governo sovietico abbia scatenato consapevolmente una carestia, soprattutto in quella fase storica in cui esso aveva il terrore di un'imminente guerra con la Germania nazista.
Lo storico Efraim Zuroff, capo del Simon Wiesenthal Center, ha affermato che l'Holodomor non è stato un genocidio e che "gli ucraini sono stati il maggior numero di vittime, ma non era diretto contro di loro, non era un piano per eliminare il popolo ucraino [...] Ci sono stati ebrei che sono morti per la fame, così come bielorussi e russi - Stalin ha usato la forza per far entrare le persone nel suo sistema, ma non stava cercando di sterminare gli ucraini. Questo è assurdo. Il maggior numero di vittime furono gli ucraini, ma non fu un genocidio. [...] Non era orientato all'etnia, era orientato all'economia e alla politica - si trattava di crimini contro una particolare classe di persone, come i kulaki - o contro gli oppositori politici". Zuroff ha detto che non c'è stato uno sforzo da parte del governo sovietico "per distruggere un popolo".
Aleksandr Solženicyn ha sostenuto il 2 aprile 2008 a Izvestija che la carestia degli anni Trenta in Ucraina sia stata simile alla carestia russa del 1921-1922, poiché entrambe furono causati dalla spietata rapina dei semi ai contadini da parte del sistema bolscevico e non un genocidio pianificato.
Lo storico Ettore Cinnella ha affermato in un'intervista: «C'è ormai un consenso abbastanza vasto sul fatto che fu un genocidio sociale, cioè un tentativo di sterminare buona parte del mondo contadino sovietico, quindi anche i russi. Ma io ritengo che ci fu anche un altro tipo di genocidio, ovvero il tentativo di distruggere il carattere nazionale del popolo ucraino». Di parere avverso invece l'accademico statunitense J. Arch Getty, specializzato in storia della Russia, secondo cui «il peso schiacciante dell'opinione tra gli storici che hanno lavorato nei nuovi archivi (compreso Werth, il co-editore di Courtois) è che la terribile carestia sovietica degli anni '30 fu il risultato della rigidità e della confusione stalinista, piuttosto che di qualche piano genocida». Lo storico Sthépane Courtois ha però contestato l'affermazione di Getty: "A parte il fatto che Nicolas Werth ha parlato, sin dal 1995, di "tragedia programmata" e di "prima carestia programmata della Storia", ci si domanda a quali altri studiosi si riferisca Getty. Egli ha infatti accuratamente evitato di citarli, e non si tratta di certo dei ricercatori ucraini che in Canada, in Europa Occidentale e persino in Ucraina stanno lavorando per raccogliere informazioni e documenti su quell'evento storico e per definire la natura di genocidio". Anche lo storico Marcello Flores ha dichiarato che, in seguito all'apertura degli archivi sovietici, "il lavoro degli studiosi mostrava con sempre maggiore convinzione che quanto avvenuto tra il 1932 e il 1933 sembrava possedere le caratteristiche previste per la definizione del 1948 [di genocidio]". Di parere simile anche lo storico Andrea Graziosi che ha affermato che l’idea che la carestia ucraina sia stata un’arma usata deliberatamente dal regime staliniano per “riplasmare” l’Ucraina è “ormai ampiamente accettata dalla storiografia mondiale". Sempre secondo Graziosi, le cause iniziali della carestia furono un sottoprodotto involontario del processo coercitivo di collettivizzazione, il quale, una volta iniziato, utilizzò la fame selettivamente come arma; la carestia fu "strumentalizzata" e amplificata contro gli ucraini, come punizione per il loro rifiuto della nuova servitù alla quale i contadini furono costretti, e per spezzare le loro aspirazioni nazionali.
Secondo Gianluca Falanga vi è un generale consenso tra gli storici che non furono solo gli eventi naturali sfavorevoli a produrre la carestia ma anche le politiche adottate dall'Unione Sovietica "per realizzare i propri piani di radicale trasformazione violenta della società sovietica attraverso l'industrializzazione forzata, la centralizzazione economica e la collettivizzazione".

## Dichiarazioni istituzionali sull'Holodomor

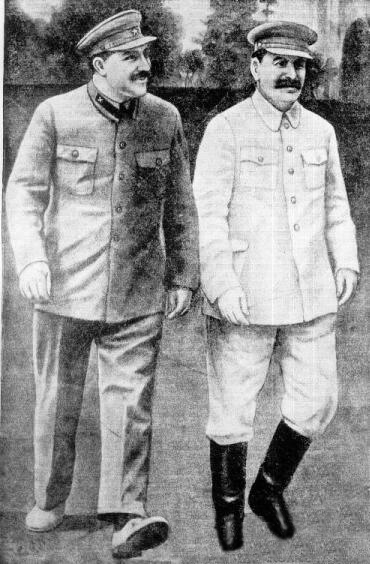
Lazar Kaganovič (a sinistra) ebbe un ruolo rilevante nell'imporre le politiche di Stalin che portarono all'Holodomor

A prescindere dal dibattito accademico sull'Holodomor per determinare se sia stato un genocidio o etnicamente cieco, che sia stato artificiale o naturale, intenzionale o non, diversi paesi hanno rilasciato delle dichiarazioni sulla vicenda.
Il parlamento ucraino ha definito per la prima volta l'Holodomor come genocidio nel 2003 e nel 2006 ha criminalizzato il negazionismo dell'Holodomor. Nel 2010, la corte d'appello di Kiev decretò che l'Holodomor fosse un atto di genocidio e ne ritenne responsabili Stalin, Lazar Kaganovič, Stanislav Kosior, Pavel Postyšev, Mendel Chataevič, Vlas Čubar' e altri leader bolscevichi.
Il 10 novembre 2003 presso le Nazioni Unite, 25 paesi, tra cui Russia, Ucraina e Stati Uniti, hanno firmato una dichiarazione congiunta sul settantesimo anniversario dell'Holodomor con il seguente preambolo, senza tuttavia riconoscere la tragedia come genocidio:
()
Nel 2008 il Parlamento europeo lo ha definito come un crimine contro l'umanità.
In epoca post-sovietica e in reazione alla posizione ucraina, la Duma di Stato della Federazione Russa, con una dichiarazione del 2 aprile 2008 – pur condannando il «disinteresse per la vita delle persone rispetto al raggiungimento di specifici obiettivi economici e politici» da parte del regime sovietico – afferma di non conoscere prove evidenti che possano classificare la carestia ucraina come un genocidio secondo i criteri della Convenzione sul genocidio del 1948, invitando quindi il governo ucraino «a non usare la questione per scopi politici».

### Riconoscimento dell'Holodomor come genocidio

Mappa aggiornata di paesi che riconoscono ufficialmente l'Holodomor come un atto di genocidio

Nel quadro delle organizzazioni internazionali, vanno elencate le risoluzioni adottate da: Assemblea del Baltico, Assemblea generale delle Nazioni Unite, Consiglio d'Europa, OSCE, Parlamento europeo e l'UNESCO.
Il parlamento europeo a dicembre 2022 a larga maggioranza, in sede di votazione lo ha riconosciuto come genocidio.

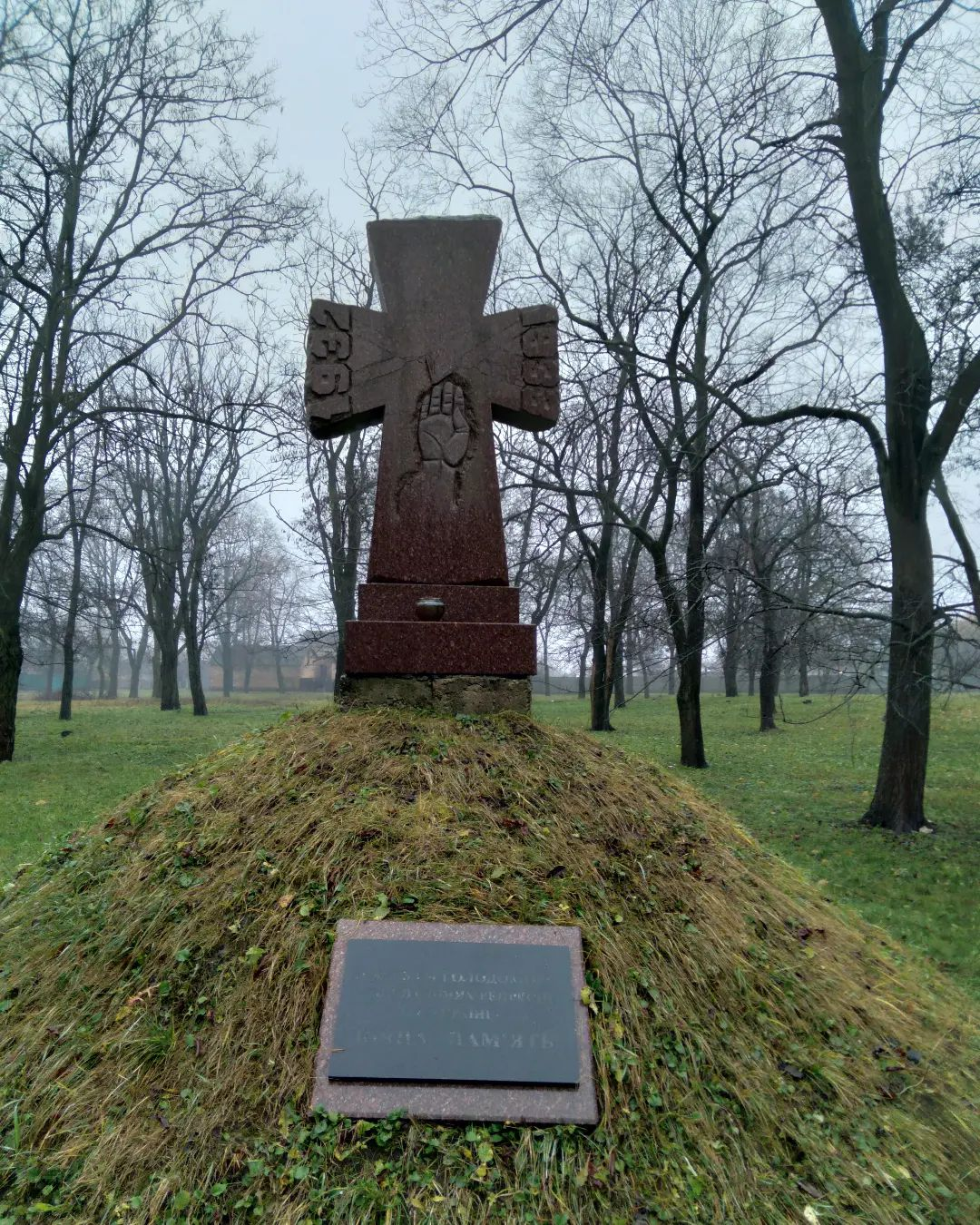
Monumento alle vittime dell'Holodomor nella città di Znam"janka, Ucraina centrale (26.11.2022)

Per quanto riguarda le singole nazioni, riconoscimenti espliciti sono giunti da parlamenti, capi di governo e capi di Stato. L'elenco comprende:
| - Andorra - Argentina - Australia - Canada - Città del Vaticano - Colombia - Estonia - Georgia - Germania - Italia - Lettonia - Lituania - Perù - Polonia - Slovacchia - Stati Uniti d'America - Ucraina - Ungheria |

Altri hanno espresso riconoscimenti dell'Holodomor come tragedia ucraina e l'hanno commemorato ufficialmente, pur senza riconoscerlo come genocidio esplicitamente:
- Cile[106]
- Spagna[107][108]

## Nella cultura di massa
Nel 1934 Ulas Samčuk scrive il romanzo Maria, cronaca di una vita che tratta dell'Holodomor.
Nel 2019 è uscito il film della regista Agnieszka Holland, intitolato L'ombra di Stalin e ispirato alle vicende del giornalista gallese Gareth Jones, che si recò in Ucraina per intervistare Stalin riuscendo poi a scoprire e documentare la carestia del 1933.